# BD Ce 4/4 6–8
Die Ce 4/4 waren drei meterspurige Personentriebwagen der früheren Bremgarten-Dietikon-Bahn (BD). Mit der Umstellung zum Zwei-Klassen-System 1956 wurden die drei Fahrzeuge zu Be 4/4. 1969 und 1970 wurden die Triebwagen von der Frauenfeld-Wil-Bahn (FW) erworben.

## Bremgarten-Dietikon-Bahn
Der Verkehrsaufschwung nach dem Zweiten Weltkrieg veranlasste die Bremgarten-Dietikon-Bahn (BD), bei der Wagonsfabrik Schlieren (SWS) und der Maschinenfabrik Oerlikon (MFO) drei Personentriebwagen Ce 4/4 zu beschaffen. Die einfache, für 900 Volt Fahrleitungsspannung ausgelegte elektrische Ausrüstung bestand aus MFO-Direktkontrollern und vier Tatzlagerfahrmotoren mit je 115 PS Leistung. Bei der Ablieferung trugen die Ce 4/4 einen hellblauen/weissen Anstrich, der 1953/54 einer mittelblauen/hellgrauen Lackierung wich.
Ursprünglich erfolgte die Speisung der Glühlampen über eine Batterie, die direkt ab der Fahrleitung geladen wurden. 1954 erhielt Triebwagen 6 eine Fluoreszenzbeleuchtung. 1956/57 wurden bei den beiden anderen Fahrzeugen ein Umformer eingebaut für die Energieversorgung der Glühlampenbeleuchtung und das Laden der Batterie. 1966 wurde beim Be 4/4 6 der zweite Stromabnehmer entfernt.
Nach der Ablieferung der BDe 8/8 benötigte die BD ab Mai 1969 zwei der drei Triebwagen nicht mehr, so dass die Frauenfeld-Wil-Bahn (FW) die noch gut erhaltenen Be 4/4 6 und 8 käuflich erwerben konnte. Der dritte Triebwagen wurde bis Ende 1969 als Be 4/4 27 bei der BD im Güterverkehr eingesetzt. Die MFO passte 1969 in Bremgarten die elektrische Ausrüstung an die Fahrleitungsspannung der FW von 1200 Volt an, wodurch sich die Motorenleistung auf 4 × 150 PS erhöhte. Der zweite Stromabnehmer wurde, sofern noch vorhanden, entfernt.

## Frauenfeld-Wil-Bahn

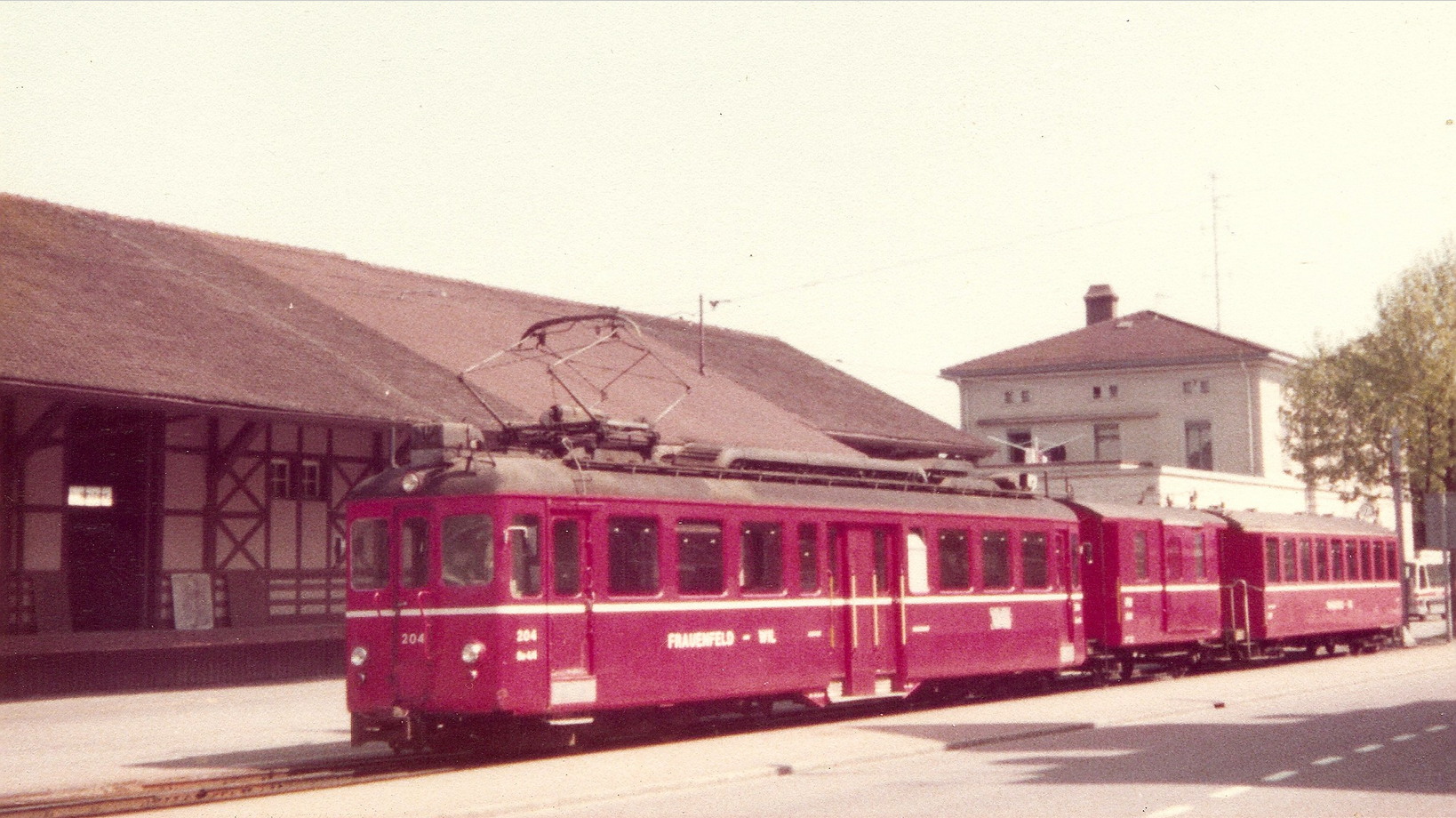
Be 4/4 204 in Frauenfeld, 1983

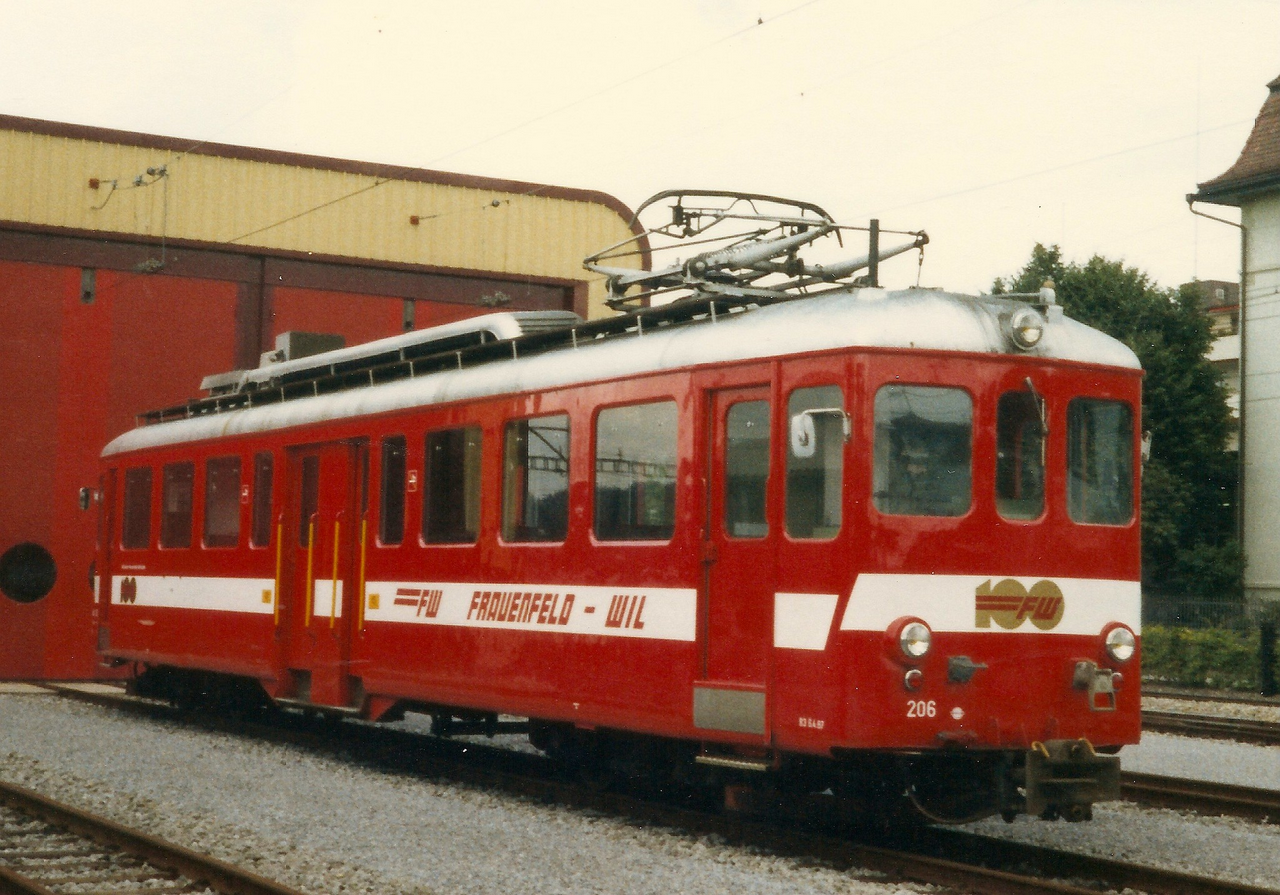
Be 4/4 206 im Jahr 1988 mit Jubiläumsaufkleber in Wil

Die Frauenfeld-Wil-Bahn (FW) brauchte Ersatz für den Be 4/4 202 und die Ge 4/4 7, die am 31. März 1969 bei einer Frontalkollision zwischen der Weberei Matzingen und Murkart Totalschaden erlitten. Es gab damals fast keine Überlandbahnen mehr, die wie die FW mit Vakuumbremsen verkehrten. Zunächst konnte vom 10. April bis etwa zum 15. Juli 1969 von der BD der fabrikneue BDe 8/8 1 angemietet werden, dann folgten die BDe 4/4 6 und 8, die bei der FW einen roten Anstrich mit weissen Zierstreifen und die Nummern 204 und 206 erhielten. Zudem wurden die Triebwagen mit Dachruten für Licht und Heizung sowie mit einer Sicherheitssteuerung ausgestattet. Der dritte Triebwagen gelangte im Januar 1970 zur FW, erhielt die Nummer 205 und wurde wie seine Vorgänger für den Einsatz zwischen Frauenfeld und Wil angepasst.
Da seit 1985 die Be 4/4 11–15 zunehmend die Hauptlast des Verkehrs trugen, wurden die Be 4/4 204–206 zusehehens entbehrlich. Trotzdem revidierte die FW Ende der 1980er-Jahre die 205 und 206, um sie bei Bedarf als Zwischenwagen in den Pendelzügen einzusetzen. Der Be 4/4 diente dabei als Ersatzteilspender. 1998 wurde Triebwagen 204 ausrangiert und verschrottet. Weil kein Käufer gefunden wurde, folgte 2007 die Nummer 205.